# Las Carditas
Las Carditas es una localidad ubicada en el distrito Potrerillos, departamento Luján de Cuyo, provincia de Mendoza, Argentina. 
Se encuentra en el valle del arroyo El Salto, antes de llegar a la localidad de El Salto, a 2 km de la ruta Provincial 89.
La zona es mayoritariamente de casas de fin de semana o turismo, con un 80% de las viviendas para ambos fines. El crecimiento explosivo de la zona es particularmente problemático en esta localidad por el espacio reducido que presenta.  El servicio de agua potable es brindado por un consorcio vecinal que atiende unos 200 usuarios a partir de una planta construida por una empresa privada. Entre los atractivos de la villa se encuentra una mina de bentonita.